# Manisha Koirala
Manisha Koirala (sinh 16 tháng 8 năm 1970), diễn viên Nepal - Ấn Độ, xuất hiện trong nhiều phim tiếng Hindi, Tamil, Telugu và Malayalam. Các bộ phim nổi tiếng cô đóng: Saudagar (1991), 1942: A Love Story (1994), Agni Sakshi (1996), Gupt (1997), Bombay (1995), Akele Hum Akele Tum (1995), Khamoshi: The Musical (1996), Dil Se.. (1998), Company (2002)và Elektra (2010).

## Các phim đã đóng
| Năm  | Phim                                          | Vai                                           | Ghi chú |
| ---- | --------------------------------------------- | --------------------------------------------- | --- |
| 1989 | Pheri Bhetaula                                |                                               | Phim tiếng Nepal                                                                                                 |
| 1991 | Saudagar                                      | Radha                                         | |
| 1991 | First Love Letter                             | Radha                                         | |
| 1992 | Yalgaar                                       | Meghna Kumar                                  | |
| 1993 | Insaaniyat Ke Devta                           | Nisha                                         | |
| 1993 | Anmol                                         | Anmol                                         | |
| 1993 | Dhanwan                                       | Imli                                          | |
| 1994 | Yun Hi Kabhi                                  | Pooja                                         | |
| 1994 | 1942: A Love Story                            | Rajeshwari "Rajjo" Pathak                     | Đề cử—Filmfare Best Actress Award                                                                                |
| 1994 | Sangdil Sanam                                 | Sanam                                         | |
| 1994 | Criminal                                      | Sweta Kumar                                   | Phim Hindi/Telugu                                                                                                |
| 1995 | Bombay                                        | Shaila Bano                                   | Filmfare Critics Award for Best Performance Filmfare Best Tamil Actress Award phim tiếng Tamil                   |
| 1995 | Anokha Andaz                                  | Reema                                         | |
| 1995 | Milan                                         | Priya                                         | |
| 1995 | Guddu                                         | Salina Gupta                                  | |
| 1995 | Ram Shastra                                   | Anjali Sinha                                  | |
| 1995 | Akele Hum Akele Tum                           | Kiran Kumar                                   | Đề cử—Filmfare Best Actress Award                                                                                |
| 1996 | Dushmani                                      | Sapna Oberoi                                  | |
| 1996 | Agni Sakshi                                   | Shubhangi/Madhu                               | |
| 1996 | Majhdhaar                                     | Radha Rai                                     | |
| 1996 | Khamoshi: The Musical                         | Annie                                         | Filmfare Critics Award for Best Performance Star Screen Award for Best Actress Đề cử—Filmfare Best Actress Award |
| 1996 | Indian                                        | Ishwarya                                      | phim tiếng Tamil - tên khác là Hindustani trong tiếng Hindi                                                      |
| 1997 | Sanam                                         | Sanam                                         | |
| 1997 | Loha                                          | Vai đặc biệt                                  | |
| 1997 | Gupt: The Hidden Truth                        | Sheetal Choudhry                              | |
| 1997 | Dil Ke Jharokhe Mein                          | Suman                                         | |
| 1998 | Yugpurush: A Man Who Comes Just Once in a Way | Sunita                                        | |
| 1998 | Salaakhen                                     | Vai đặc biệt                                  | |
| 1998 | Achanak                                       | Pooja                                         | |
| 1998 | Dil Se..                                      | Meghna                                        | Đề cử—Filmfare Best Actress Award                                                                                |
| 1998 | Maharaja                                      | Shaili Mathur                                 | |
| 1999 | Kachche Dhaage                                | Rukhsana                                      | |
| 1999 | Lal Baadshah                                  | Kiran (Life Insurance Agent)                  | |
| 1999 | Laawaris                                      | Anshu Mehra                                   | |
| 1999 | Jaihind                                       | Sheetal                                       | |
| 1999 | Mudhalvan                                     | Thenmozhi                                     | phim tiếng Tamil                                                                                                 |
| 1999 | Kartoos                                       | Mini                                          | |
| 1999 | Mann                                          | Priya Verma                                   | |
| 1999 | Hindustan Ki Kasam                            | Roshanaara                                    | |
| 2000 | Champion                                      | Sapna Khanna                                  | |
| 2000 | Khauff                                        | Neha                                          | |
| 2000 | Baaghi                                        | Rani                                          | |
| 2000 | Raja Ko Rani Se Pyar Ho Gaya                  | Manisha/Sapna Khanna                          | |
| 2001 | Grahan                                        | Paro, Parvati Shastri                         | |
| 2001 | Chhupa Rustam: A Musical Thriller             | Nisha                                         | |
| 2001 | Lajja                                         | Vaidehi                                       | |
| 2001 | Aalavandhan                                   | Sharmilee                                     | phim tiếng Tamil Cameo                                                                                           |
| 2001 | Moksha                                        | Ritika Sanyal                                 | |
| 2002 | Company                                       | Saroja                                        | Filmfare Critics Award for Best Performance                                                                      |
| 2002 | Jaani Dushman: Ek Anokhi Kahani               | Vasundhara/Divya (Nagin - The Female Serpant) | |
| 2002 | Ek Chotisi Love Story                         | The Woman                                     | |
| 2002 | Baba                                          | Chamundeeswari                                | phim tiếng Tamil                                                                                                 |
| 2003 | Escape From Taliban                           | Sushmita Bannerjee/Sayed Kamal                | |
| 2003 | Calcutta Mail                                 | Sanjana                                       | |
| 2003 | Market                                        | Muskaan Bano/Kaalia                           | |
| 2004 | Paisa Vasool                                  | Maria                                         | Also producer |
| 2004 | Tum - A Dangerous Obsession                   | Kamini                                        | |
| 2005 | Chaahat - Ek Nasha                            | Mallika Arora                                 | |
| 2005 | Mumbai Express                                | Ahalya                                        | phim tiếng Tamil                                                                                                 |
| 2005 | Mumbai Xpress                                 | Ahalya                                        | |
| 2005 | Taj Mahal: An Eternal Love Story              | Jahan Ara                                     | |
| 2005 | Anjaane - The Unknown                         | Shivani Malhotra                              | |
| 2006 | Darwaza Bandh Rakho                           | Julie                                         | |
| 2007 | Anwar                                         | Anita                                         | |
| 2008 | Tulsi: Mathrudevobhava                        | Tulsi                                         | |
| 2008 | Nagaram                                       | Vai đặc biệt                                  | Phim tiếng Telugu                                                                                                |
| 2008 | Sirf....Life Looks Greener On The Other Side  | Devika                                        | |
| 2008 | Mehbooba                                      | Varsha                                        | |
| 2008 | Khela                                         | Sheela                                        | Phim tiếng Bengal                                                                                                |
| 2010 | Ek Second... Jo Zindagi Badal De?             | Rashi                                         | |
| 2010 | Dharmaa                                       |                                               | Phim tiếng Nepal                                                                                                 |
| 2010 | Elektra                                       | Diana                                         | Phim Malayalam                                                                                                   |
| 2011 | Mappillai                                     | Rajeshwari                                    | phim tiếng Tamil Đề cử- Filmfare Award for Best Supporting Actress – Tamil                                       |
| 2011 | I Am                                          | Rubina                                        | |
| 2012 | Do Paise Ki Dhoop, Chaar Aane Ki Baarish      | Juhi                                          | |
| 2012 | Edavappathy                                   |                                               | Phim Malayalam                                                                                                   |
| 2012 | Bhoot 2                                       |                                               | Filming |